# Lưu Văn Huy
Lưu Văn Huy (chữ Hán: 刘文辉; 1895–1976) là một quân phiệt Tứ Xuyên trong thời kỳ quân phiệt Trung Hoa.

## Tiểu sử
Lưu nổi lên tại Tứ Xuyên trong những năm 1920 và 1930, xuất thân trong một gia đình nông dân. Khởi đầu sự nghiệp, ông tham gia Quốc dân đảng, chỉ huy lực lượng phòng thủ Tứ Xuyên-Tây Khang từ 1927 năm 1929. Phần phía tây tỉnh Tứ Xuyên ngày nay thời Dân Quốc được gọi là Tây Khang. Giáp biên giới Tây Tạng, khu vực này có nhiều người Tạng và Hán sống xen lẫn.
Lưu sau đó được bổ nhiệm làm Chủ tịch Chính phủ tỉnh Tứ Xuyên từ năm 1929, nhưng quan hệ của ông với Tưởng Giới Thạch cũng như các lãnh chúa khác trong tỉnh không phải lúc nào cũng tốt đẹp. Tứ Xuyên nằm trong tay Lưu và 4 viên quân phiệt: Lưu Tương, Dương Sâm, Đặng Tích Hầu và Điền Tụng Nghiêu. Không ai có đủ thế lực để đánh bại cả bốn người kia, nên nhiều cuộc xung đột nhỏ xảy ra thường xuyên giữa các phe. Những trận đánh lớn hiếm khi xảy ra; những âm mưu và những cuộc va chạm nhỏ lẻ và đặc trưng của bối cảnh chính trị Tứ Xuyên, và những liên minh quân sự sớm nở tối tàn là chuyện thường.
Tháng 5 năm 1930, lãnh thổ của ông bị quân đội Tây Tạng tấn công. Do nội chiến liên miên trong tỉnh, lực lượng Tứ Xuyên tại Tây Khang không nhận được bất cứ viện trợ nào. Kết quả là, quân đội Tây Tạng dễ dàng chiếm được Cam Tư và Tân Long (Triêm Hóa). Sau khi đàm phán thất bại, Tây Tạng mở rộng quy mô chiến tranh, dự định đánh chiếm khu vực phía Nam tỉnh Thanh Hải. Tháng 3 năm 1932, quân Tạng tấn công Thanh Hải nhưng bị quân phiệt Thanh Hải Mã Bộ Phương đánh bại vào tháng 7, đuổi họ chạy về Tây Khang. Quân đội Thanh Hải cũng chiếm lại các huyện đã mất về tay Tây Tạng từ năm 1919. Chiến thắng của quân Thanh Hải đe dọa đường tiếp vận cho lực lượng Tây Tạng tại Cam Tư và Tân Long. Kết quả, cánh quân này phải rút lui. Năm 1932, Lưu liên hợp với quân Thanh Hải, phái một lữ đoàn tấn công lực lượng Tây Tạng tại Cam Tư và Tân Long, chiếm được 2 nơi này, cũng như Đức Cách và các huyện bờ đông sông Kim Sa. Lữ đoàn trưởng Ma Xiao là một người Hồi trong quân Lưu Văn Huy.
Năm 1932, trong Chiến tranh Trung-Tạng, Lưu đuổi được quân Tây Tạng về sông Dương Tử và thậm chí đe dọa Xương Đô. Lưu Văn Huy và Mã Bộ Phương đánh bại các lực lượng Tây Tạng. Sau đó hai bên ký hiệp định ngừng bắn.
Lưu Văn Huy cũng kình địch với cháu ruột mình, Lưu Tương. Cuối cùng ông bị Lưu Tương đánh đuổi khỏi Thành Đô năm 1935, khi Lưu Tương liên kết với một số quân phiệt nhỏ chống lại Lưu. Một hòa ước được dàn xếp trong nội bộ gia đình, theo đó Lưu giành quyền kiểm soát tỉnh Tây Khang, một khu vực dân cư thưa thớt nhưng rất giàu "tài nguyên" thuốc phiện. Lưu đặt tổng hành dinh tại Nhã An và khống chế một cõi riêng hiểm trở. Nguồn tài chính của ông được bảo đảm nhờ việc kinh doanh thuốc phiện tuy trái phép nhưng không thể kiểm soát được; ông cũng duy trì một lực lượng quân đội nhất định nhưng tránh không sử dụng trừ khi bất khả kháng. Tỉnh Tây Khang là một căn cứ trời cho đối với Lưu, vì với vị trí địa lý hiểm trở của tỉnh, ông không phải lo đối phó với các lãnh chúa quân phiệt khác hay bị chính phủ trung ương điều động tác chiến ở nơi khác.
Trong Vạn lý Trường chinh, Tưởng liên tục ra lệnh cho Lưu đem quân ngăn chặn quân Cộng sản đang rút chạy, nhưng Lưu thoái thác, trong khi bí mật để Hồng quân đi qua lãnh thổ của mình; đúng như phương châm của một lãnh chúa: tự bảo toàn quân đội và quyền lực. Do đó trong những cuộc đụng độ quanh Hạ Khẩu năm 1934 không có Lộ quân 24 của Lưu tham dự, chỉ có Binh đoàn 21 quân Quốc dân đảng trú đóng dọc biên giới Tứ Xuyên tại Danh Sơn.
Năm 1936, quan hệ của Lưu Văn Huy với trung ương ngày càng xấu đi.
Từ năm 1939, là Tỉnh trưởng Tây Khang, Lưu cố gắng xây dựng cơ sở hạ tầng cho tỉnh lẻ xa xôi này. Hệ thống giao thông của tỉnh rất thô sơ, và trong tỉnh hầu như không có ngành công nghiệp nào. Những dự án lớn như nhà máy thủy điện xây dựng năm 1944 hứa hẹn mang vùng này đến với thế giới hiện đại. Lưu cũng thúc đẩy giáo dục như một cách cải thiện hiện trạng Tây Khang.
Lưu giữ sự trung lập nhất định trong suốt những năm 1940. Ông giữ lực lượng của ông tránh xa xung đột, trong khi vẫn đủ cẩn thận để không làm Tưởng Giới Thạch nổi giận, nhờ đó vẫn tranh thủ được danh nghĩa của Quốc dân đảng.
Là Tỉnh trưởng Tây Khang, Lưu đổi từ phe Quốc dân đảng sang phe Cộng sản năm 1949. Ông được thưởng cho một chức vụ trong chính quyền mới ở Bắc Kinh. Từ đó đến khi mất, vị cựu lãnh chúa giữ nhiều chức vụ trong Đảng Cộng sản, bao gồm Bộ trưởng Lâm nghiệp. Dù Tây Khang không còn tồn tại từ năm 1956 theo chương trình cải cách ruộng đất, những biện pháp cải cách của Lưu tạo cơ sở phát triển cho vùng đất này. Nhà máy thủy điện ông cho xây dựng từ năm 1944 vẫn hoạt động đến ngày nay. Khang Định, trước đây là thủ phủ tỉnh, nay là một thành phố phát triển. Những ngày cuối đời, bất chấp lệnh cấm của chính phủ và sự ngăn cản của người thân, Lưu thuyết phục thân nhân đến Quảng trường Thiên An Môn để tỏ lòng kính trọng với Chu Ân Lai khi vị Thủ tướng Trung Quốc qua đời.

## Sự nghiệp
- 1926 Tư lệnh Sư đoàn 24
- 1927 - 1929 Tư lệnh phòng thủ Tứ Xuyên-Tây Khang
- 1929 - 1935 Chủ tịch Chính phủ tỉnh Tứ Xuyên
- 1935 - 1949 Tư lệnh Binh đoàn 24
- 1938 Chủ nhiệm Tổng hành dinh Trùng Khánh
- 1939 - 1950 Tỉnh trưởng Tây Khang
- 1944 - 1945 Tư lệnh Quân đoàn 22